# ويليام شيبرد (سياسي أمريكي)
ويليام شيبرد (بالإنجليزية: William Shepherd)‏ هو سياسي أمريكي، ولد في 17 سبتمبر 1837، وتوفي في 1907. حزبياً، نشط في الحزب الجمهوري. وقد انتخب عضو مجلس نواب ماساتشوستس.